# Municipio de Jackson (condado de Osage)
El municipio de Jackson (en inglés: Jackson Township) es un municipio ubicado en el condado de Osage en el estado estadounidense de Misuri. En el año 2010 tenía una población de 1376 habitantes y una densidad poblacional de 5,72 personas por km².

## Geografía
El municipio de Jackson se encuentra ubicado en las coordenadas 38°22′58″N 92°5′49″O / 38.38278, -92.09694. Según la Oficina del Censo de los Estados Unidos, el municipio tiene una superficie total de 240.75 km², de la cual 237,73 km² corresponden a tierra firme y (1,25 %) 3,02 km² es agua.

## Demografía
Según el censo de 2010, había 1376 personas residiendo en el municipio de Jackson. La densidad de población era de 5,72 hab./km². De los 1376 habitantes, el municipio de Jackson estaba compuesto por el 99,13 % blancos, el 0,07 % eran afroamericanos, el 0,22 % eran de otras razas y el 0,58 % eran de una mezcla de razas. Del total de la población el 1,24 % eran hispanos o latinos de cualquier raza.